# Rablende reklamer
Rablende reklamer var et tv-program, hvor der blev vist sjove reklamer for hele verden. Det blev vist i Danmark på TV 2, og var i efteråret 2009 blandt de 20 mest sete programmer i Danmark.